# Вемурафеніб
Вемурафеніб (англ. Vemurafenib, лат. Vemurafenibum) — синтетичний лікарський препарат, що належить до групи інгібіторів Bcr-Abl-тирозинкінази, що застосовується перорально. Вемурафеніб розроблений спільно компаніями «Plexxikon» та «Genentech», пізніше права на препарат отримала компанія «Hoffmann-La Roche», яка й отримала схвалення для клінічного застосування препарат в 2011 році.

## Фармакологічні властивості
Вемурафеніб — синтетичний лікарський засіб, який належить до групи інгібіторів протеїнтирозинкінази. Механізм дії препарату полягає в інгібуванні ферменту серин-треонінкінази, що кодується геном BRAF. Це призводить до пригнічення проліферації клітин, спричиненої мутацією в гені BRAF, яка спричинює активацію пухлинного росту. Вемурафеніб застосовується для лікування нерезектабельної метастатичної меланоми з мутацію гену BRAF. Препарат збільшує тривалість життя у хворих з меланомою із мутацією гена BRAF. Оскільки при застосуванні вемурафенібу може поступово розвинутися резистентність до препарату, тому його можуть застосовувати в комбінації з інгібітором МЕК кобіметинібом.

### Фармакокінетика
Вемурафеніб повільно та добре всмоктується після перорального застосування, абсолютна біодоступність препарату становить у середньому 64 %. Максимальна концентрація вемурафенібу в крові досягається протягом 4 годин після прийому препарату. Вемурафеніб майже повністю (на 99 %) зв'язується з білками плазми крові. Препарат проходить через плацентарний бар'єр, даних за виділення в грудне молоко людини немає. Вемурафеніб метаболізується у печінці з утворенням переважно неактивних метаболітів. Виводиться препарат переважно із калом як у вигляді метаболітів, так і в незміненому вигляді. Період напіввиведення вемурафенібу становить 51,6 годин, цей час може збільшуватися у хворих із вираженим порушенням функції печінки.

## Покази до застосування
Вемурафеніб застосовують при неоперабельній або метастатичній меланомі з мутацією гена BRAF.

## Побічна дія
При застосуванні вемурафенібу найчастішими побічними ефектами є:
- Алергічні реакції та з боку шкірних покривів — дерматит, алопеція, фотодерматоз, еритема шкіри, синдром Стівенса-Джонсона, набряк Квінке, синдром Лаєлла, шкірний висип, свербіж шкіри, гарячка, долонно-підошовний синдром.
- З боку травної системи — блювання, діарея, нудота, запор, порушення функції печінки, панкреатит.
- З боку нервової системи — головний біль, запаморочення, порушення смаку, параліч сьомої пари черепно-мозкових нервів, периферична нейропатія, увеїт, оклюзія вени сітківки, іридоцикліт.
- З боку серцево-судинної системи — васкуліт, подовження інтервалу QT на ЕКГ.
- З боку дихальної системи — кашель, саркоїдоз.
- З боку сечостатевої системи — гострий інтерстиційний нефрит, гострий тубулярний некроз.
- З боку опорно-рухового апарату — болі у м'язах і суглобах, біль у спині, біль у кінцівках, контрактура Дюпюїтрена.
- Пухлинний ріст — рак шкіри, рак підшлункової залози, нова первинна меланома, прогресування існуючого хронічного мієлолейкозу.
- Зміни в лабораторних аналізах — нейтропенія, підвищення рівня креатиніну та сечовини в крові, підвищення рівня лужної фосфатази в крові, підвищення активності амінотрансфераз, підвищення рівня білірубіну.

## Протипокази
Вемурафеніб протипоказаний при підвищеній чутливості до препарату, при важких порушеннях функції печінки та нирок, синромі подовженого інтервалу QT, при вагітності та годуванні грудьми, а також у дитячому та підлітковому віці. Не рекомендовано застосовувати вемурафеніб із сильними або помірними інгібіторами CYP3A.

## Форми випуску
Вемурафеніб випускається у вигляді таблеток по 0,24 г.